# اثر وسترمارک
اثر وسترمارک (انگلیسی: Westermarck effect) فرضیه‌ای روانشناختی است که بر اساس آن افرادی که در سال‌های آغازین زندگی (تا ۶ سالگی) در کنار هم به‌سر می‌برند، کشش جنسی‌شان نسبت به‌یکدیگر بی‌اثر و خنثی می‌شود. این پدیده را نخستین بار ادوارد وسترمارک، مردم‌شناس فنلاندی، در کتاب مشهورش تاریخ ازدواج انسان به‌عنوان یکی از دلایل تابو شدن زنا با محارم مطرح کرد.